# Shakiyla (JRH)
Shakiyla (JRH) – czwarty singel amerykańskiej grupy hip-hopowej Poor Righteous Teachers wydany w 1991 roku nakładem wytwórni Profile Records. Wydawnictwo zostało wyprodukowane przez Tony'ego D i zadebiutowało na 61. miejscu notowania Hot R&B/Hip-Hop Songs i 9. miejscu listy Hot Rap Tracks.

## Lista utworów
Strona A
1. Shakiyla (JRH) (Vocal) - 4:06
2. Shakiyla (JRH) (Instrumental) - 4:06
3. Shakiyla (JRH) (Acapella) - 3:11

Strona B
1. Strictly Mash'ion (Vocal) - 5:00
2. Strictly Mash'ion (Instrumental) - 5:00
3. Strictly Mash'ion (Acapella) - 2:22

## Notowania
| Rok  | Utwór          | Notowanie | Notowanie |
| Rok  | Utwór          | Hot R&B   | Hot Rap   |
| ---- | -------------- | --------- | --------- |
| 1991 | Shakiyla (JRH) | 61        | 9         |